# San Trifone (título cardenalicio)
Santa Eufemia fue un título cardenalicio de la Iglesia católica. Fue instaurado el 8 de febrero de 1566 por el papa Pío V y suprimido el 13 de abril de 1587 por el papa Sixto V.

## Titulares
- Antoine de Créqui Canaples; título pro hac vice (13 de marzo de 1566 - 20 de junio de 1574)
  - Título suprimido en 1587